# L'Éclat de cristal
Roman sur les Royaumes oubliés
L'Éclat de cristal est le titre en français du roman The Crystal Shard de R. A. Salvatore basé sur le monde imaginaire des Royaumes oubliés.
Une traduction partielle du roman anglophone fut publiée par Fleuve noir en 1995. Une édition intégrale en grand format fut publiée par Milady en 2009 puis en format poche en 2010.
Akar Kessel, un apprenti-sorcier, découvre une puissante relique connue sous le nom de Crenshinibon (l'Éclat de cristal). S'emparant de l'âme du jeune homme, celle-ci décide d'asseoir son pouvoir sur ses environs et commence à utiliser sa magie. Pendant ce temps, les barbares des Étendues glacées s'enhardissent et attaquent la communauté. Un des leurs, le jeune Wulfgar, est recueilli presque mort par le nain Bruenor et son ami drow Drizzt Do'Urden. Ils décident alors de le retenir et de lui inculquer les bonnes manières… L'aide du barbare — transfiguré — leur sera bien utile face au pouvoir de la relique.

## Résumé
Dans la première partie du livre, l’auteur présente les terres froides et inhospitalières du Valbise et des Dix-Cités où vivent les personnages principaux : Drizzt Do’Urden, le rôdeur drow qui a quitté l’Outreterre et les mœurs cruelles de la célèbre Menzoberranzan pour s’installer à la surface ; Bruenor Marteaudeguerre, un nain, roi du clan Marteaudeguerre qui vit dans les montagnes, il est l’héritier légitime du trône de Mithril Hall (Castelmithral dans la plus récente traduction) qu’il a été forcé d’abandonner des siècles plus tôt ; et Régis le halfelin qui s’est installé dans cette région isolée afin d’échapper à la guilde des voleurs de Portcalim, et à son chef le Pacha Amas qui lui a « cédé » un joyau aux étonnants pouvoirs hypnotiques. Les trois personnages principaux sont de vieux amis, et ils vont ensemble persuader les porte-paroles des Dix-Cités (grâce au pouvoir de la gemme de Régis) de s’unir afin de combattre les tribus barbares du nord qui se sont réunies pour envahir et piller les Dix-Cités.
En effet, toutes les tribus barbares du Valbise se sont rassemblées sous le commandement de deux grands rois barbares Beorg et Heafstaag, aidés par le traître deBernezan.
Les habitants des villages de pêcheurs du Valbise remporteront la victoire sur les natifs du Valbise, et Bruenor épargnera un jeune barbare du nom de Wulfgar qui devra travailler pour lui durant cinq ans et un jour afin de payer sa dette envers les habitants du Valbise pour sa part du massacre perpétré par sa tribu.
Dans le même temps, dans les contreforts de l’Épine dorsale du monde, l’apprenti magicien Akar Kessell est trahi par les sorciers de la caravane marchande avec qui il voyage et laissé pour mort dans une crevasse gelée. Mais il y rencontre son destin sous la forme de la puissante relique Crenshinibon qui le protège du froid et construit pour lui une tour magique : Cryshal-Tirith. L'Éclat de cristal commencera alors, à travers les rêves de Kessell, à lui donner goût au pouvoir et l’incitera à partir à la conquête des Dix-Cités. Et fort de la magie de Crenshinibon, le magicien s’attèlera à rassembler une armée.
La deuxième partie du livre commence cinq ans après la bataille opposant les Dix-Cités aux tribus barbares et se concentre tout particulièrement sur le personnage de Wulfgar qui arrive au terme de ses cinq années de servitudes dans les mines, sous la tutelle de Bruenor. Sa haine envers le nain s’est lentement transformée en affection et lorsque vient pour lui l’heure de retrouver sa liberté, Bruenor qui le considère comme son fils, lui offre Crocs de l'Égide, un marteau magique, la plus belle de toutes ses créations, et le confie à Drizzt pour que l’elfe lui apprenne l’art du combat.
Pendant ce temps, Akar Kessell qui s’est créé une armée de gobelins, géants, orques et autres trolls, est rejoint par le démon Errtu qui souhaite s’approprier Crenshinibon et qui accepte de « servir » le magicien afin de se rapprocher de l'Éclat de Cristal. Kessell envoie alors des géants (au lieu d’envoyer des humains comme lui conseille le cristal) au Cairn de Kelvin pour créer un poste avancé dans le plus grand secret. Mais les géants verbeeg, incapables de rester cachés dans une caverne sans s’entretuer finissent par faire de fréquentes excursions et rencontrent malencontreusement des nains du clan de Bruenor, qu’ils tueront. Drizzt et Wulfgar découvrent alors la présence des géants au Cairn de Kelvin, ils traquent et tuent le groupe responsable de la mort des nains puis contactent Bruenor afin de mettre au point avec lui une stratégie pour détruire le poste avancé et les renforts envoyés par Akar Kessell qui s’apprêtent à rejoindre les géants. Bruenor et son clan se battront contre les renforts, pendant que Wulfgar, Drizzt et sa panthère Guenhwyvar détruiront le repaire des géants, découvrant ainsi l’existence d’Akar Kessell et son projet de conquête des Dix-Cités.
La troisième et dernière partie du livre débute sur les aveux d’un orque au sujet de l’arme d’Akar Kessell, obtenus par Régis et sa gemme magique. Ils découvrent alors que les barbares, menés par la tribu de Wulfgar ont rejoint le magicien et s’apprêtent à combattre les habitants du Valbise à ses côtés. Régis et Bruenor tentent une fois de plus de convaincre les porte-paroles des Dix-Cités, mais cette fois, les porte-paroles se méfient du pouvoir de persuasion de Régis et les négociations échouent. Pendant ce temps, Wulfgar, empli de honte à cause du choix déshonorant qu’a fait son peuple de s’allier à un mage maléfique, se rend très loin dans le nord, dans le repaire du dragon blanc Ingeloakastimizilian afin de vaincre la créature, avec l’aide inattendue de son ami Drizzt. Puis, pendant que le drow retourne aux Dix-Cités pour participer à la guerre, Wulfgar rejoint sa tribu, et fort de son extraordinaire fait d’armes, obtient le droit de défier le chef, le vainc, devient roi et convainc les tribus de se retourner contre Akar Kessell. Pendant ce temps, l’armée d’Akar Kessell marche sur les Dix-Cités, Bryn Shander, la plus grande des cités, est assiégée. Le magicien apparaît en personne devant Cassius le porte-parole (après que le démon Errtu ait érigé une autre tour magique) et lui ordonne de se rendre.
Drizzt découvre la présence d’Errtu, l’invoque, et apprend l’existence de Crenshinibon de la bouche du démon qui croit que Drizzt est envoyé par les puissants drows de Menzoberranzan pour s’emparer de l'Éclat de Cristal. Puis, grâce à un cimeterre de glace trouvé dans l’antre d’Ingeloakastimizilian, Drizzt parvient à vaincre le démon et le renvoie dans le plan des Abysses duquel il sera prisonnier pendant un siècle.
Cassius décide d’envoyer Régis parlementer avec Akar Kessell, et le halfelin utilise sa gemme pour manipuler l’esprit du magicien et l’envoyer tuer une partie de sa propre armée. Pendant ce temps, Drizzt parvient, grâce à Guenhwyvar à entrer dans la tour et à atteindre son cœur afin de la faire s’effondrer, alors que le peuple du Valbise (le clan Marteaudeguerre dirigé par Bruenor, les barbares menés par Wulfgar, les guerriers de Bryn Shander et les survivants des neuf autres cités) mènent un combat acharné contre les hordes de gobelins, d’orques et de géants aux ordres d’Akar Kessell. Le magicien meurt à cause du pouvoir de Crenshinibon qui les engloutit dans une avalanche, lui et la relique.
Le livre se termine avec Bruenor, qui, sur son faux lit de mort, fait promettre à Drizzt de l’accompagner dans sa quête de Mithril Hall, la patrie du nain. Drizzt accepte, et c’est un Bruenor bien vivant qui se relève en pleine forme pour partir à l’aventure, accompagné du drow et de Wulfgar qui ne reste pas roi des barbares (ces derniers ayant passé un accord commercial pacifique avec les habitants des Dix-Cités). Régis voit son passé le rattraper sous les traits d’Artemis Entreri, le terrible assassin de Portcalim envoyé par le Pacha Amas pour récupérer la gemme magique. Le halfelin rejoint ses amis à la dernière minute, décidant de les accompagner dans leur quête, afin d’échapper à la dague du tueur.

## Personnages

### Personnages principaux
- Akar Kessel (magicien humain)
- Bruenor Marteaudeguerre (nain)
- Drizzt Do'Urden (drow)
- Errtu (démon)
- Régis (voleur halfelin)
- Wulfgar (barbare humain)

### Personnages secondaires
- Agorwal (humain)
- Artemis Entreri (assassin humain)
- Beorg (barbare humain)
- Biggrin (géant de givre)
- Bundo (nain)
- Cassius (humain)
- Cattie-Brie (guerrière humaine)
- deBernezan (humain)
- Dendybar le Marbré (magicien humain)
- Dorim Lugar (humain)
- Dourgas (nain)
- Eldeluc (magicien humain)
- Fender Mallot (nain)
- Glensather (humain)
- Grock (gobelin)
- Guenhwyvar (Femelle panthère)
- Haalfdane (barbare humain)
- Heafstaag (barbare humain)
- Ingeloakastimizilian (dragon blanc)
- Jensin Brent (humain)
- Kemp de Targos (humain)
- Morkai le Rouge (magicien humain)
- Muldoon (humain)
- Revjak (barbare humain)
- Schermont (humain)
- Telshazz (démon)
- Torga (orque)